# Nachal Šarona
Nachal Šarona (hebrejsky: נחל שרונה) je vádí v Dolní Galileji, v severním Izraeli.
Začíná v nadmořské výšce přes 200 metrů, jižně od vesnice Šarona na severním okraji hřbetu Har Javne'el. Nachází se tu pramen Ejn Šarona (עין שרונה) a archeologická lokalita Churvat Sarona, též Chirbet Saruna, jež uchovává zbytky židovského osídlení z byzantského období. Vádí pak směřuje k východu rychle se zahlubujícím, odlesněným korytem, jehož okolí je zemědělsky využíváno. U obce Javne'el potom vstupuje do údolí Bik'at Javne'el, kde se stáčí k severovýchodu a cca 1 kilometr jižně od vesnice ha-Zor'im ústí zprava do vádí Nachal Javne'el.